# And we're not here after all
And we're not here after all is het derde muziekalbum van de Finse muziekgroep Overhead. Het album is een soort conceptalbum. Het is niet dat alle songs over een bepaald onderwerp gaan, maar ze behandelen allen min of meer de zin van het leven. De stemming van de composities varieert daarom van pessimistisch naar optimistisch. De vorige albums waren nogal wisselend van kwaliteit, men vond dat de muziek niet goed op elkaar aansloot. Hun derde album kreeg wat dat betreft betere kritieken.

## Musici
- Alex Keskitalo - zang, fluit
- Jaakko Kettunen - gitaar
- Tarmo Simonen - toetsen, piano
- Janne Pylkkönen - basgitaar
- Ville Sjöblom - drums
- Met medewerking van: Petra Oksa - zang op A Captain On The Shore

## Composities
De muziek bestaat uit groepscomposities en arrangementen, de teksten zijn van Alex Keskitalo
1. A Method...(4.14)
2. ...To The Madness (7.43)
3. Time Can Stay (8.08)
4. The Sun (1.10)
5. Lost Inside (11.46)
6. Entropy (6.41)
7. A Captain On The Shore (9.47)